# Barnstaple
Barnstaple es una localidad de Inglaterra, situada en el sudoeste del país, en el condado de Devon, a orillas del río Taw. Se encuentra a 109 km del sudoeste de Bristol, 80 km al norte de Plymouth y 55 km al noroeste de Exeter.
Tiene la categoría de borough, considerado el más antiguo de Reino Unido.

## Ciudades hermanadas
- Estados Unidos, Barnstable, Massachusetts
- Alemania, Uelzen
- Francia, Trouville-sur-Mer
- Italia, Susa